# Dear Scarlett
Dear Scarlett è il primo album in studio del cantante statunitense Cameron Dallas, pubblicato l'8 settembre 2020.

## Tracce
Testi e musiche di Cameron Dallas, Emmanuel Gil, Christopher Marshack, Sam Ricci, F a l l e n, Ishmael Sadiq Montague, Denis Kosiak, Jonathan Asperil, Shae Jacobs.
1. Secrets – 2:44 (testo: Cameron Dallas, Emmanuel Gil, Christopher Marshack)
2. Erase the Pain – 2:51 (testo: Cameron Dallas, Emmanuel Gil – musica: Cameron Dallas, Sam Ricci)
3. Stay the Night – 3:31 (testo: Cameron Dallas, Christopher Marshack, Emmanuel Gil – musica: Cameron Dallas, Sam Ricci)
4. Nobody Knows – 2:14 (testo: Cameron Dallas, Lowell Ephant – musica: Cameron Dallas, Sam Ricci)
5. Dangerous – 2:02 (testo: Cameron Dallas, Christopher Marshack – musica: Cameron Dallas, Sam Ricci, F a l l e n)
6. Used to Me – 2:54 (testo: Cameron Dallas, Christopher Marshack – musica: Cameron Dallas, Ishmael Sadiq Montague)
7. Dear Scarlett – 2:17 (testo: Cameron Dallas, Christopher Marshack – musica: Cameron Dallas, Sam Ricci)
8. Try Again – 3:15 (testo: Cameron Dallas, Christopher Marshack, Emmanuel Gil – musica: Cameron Dallas, Denis Kosiak)
9. True – 3:49 (testo: Cameron Dallas, Christopher Marshack – musica: Cameron Dallas, Sam Ricci)
10. Comets Interlude – 1:55 (testo: Cameron Dallas, Christopher Marshack – musica: Cameron Dallas, Sam Ricci)
11. Cool With Me – 2:45 (testo: Cameron Dallas, Emmanuel Gil – musica: Cameron Dallas, Sam Ricci)
12. Rainy – 2:40 (testo: Cameron Dallas, Christopher Marshack – musica: Cameron Dallas, Sam Ricci)
13. Would You – 3:02 (testo: Cameron Dallas, Christopher Marshack, Emmanuel Gil – musica: Cameron Dallas, Jonathan Asperil, Shae Jacobs)